# Ek Hasina Thi
Pour plus de détails, voir Fiche technique et Distribution.
Ek Hasina Thi (एक हसीना थी) est un thriller indien, réalisé par Sriram Raghavan, sorti en 2004. Il est adapté du roman américain, If Tomorrow Comes de Sidney Sheldon, paru en 1985.

## Synopsis
Sarika Vartak (Urmila Matondkar) est une naïve et modeste employée qui vit seule à Mumbai. Quand Karan Singh Rathod (Saif Ali Khan), charmeur et se disant homme d'affaires, s’intéresse à elle, elle en tombe rapidement amoureuse. Elle accepte d'accueillir un de ses amis qui est abattu après avoir oublié une valise chez elle. La police découvre des armes dans le bagage, l'accuse du meurtre et l'arrête. Karan vient la voir en prison, la rassure et lui procure un avocat. Celui-ci lui recommande de taire sa relation avec Karan et de tout avouer car il n'y a aucune preuve contre elle. Ayant suivi ces conseils, Sarika est condamnée à une lourde peine.
En prison, Sarika doit affronter la saleté, la brutalité de ses codétenues et l'iniquité des geôlières. Progressivement, elle réalise qu'elle a été manipulée par l'homme qu'elle aime et apprend à se défendre. Elle réussit à s'échapper de prison et retrouve Karan. Décidée à se venger, Sarika met en place un piège qui le compromet aux yeux des truands qui l'emploient, tout en l'assurant de sa fidélité.

## Fiche technique
Sauf indication contraire, les informations mentionnées dans cette section peuvent être confirmées par la base de données cinématographiques IMDb,  présente dans la section « Liens externes ».
- Titre : Ek Hasina Thi
- Titre original : एक हसीना थी (Ek haseena thee)
- Réalisation : Sriram Raghavan
- Scénario : Pooja Ladha Surti, Sriram Raghavan
- Direction artistique : Shyam Dey
- Costumes : Shaahid Amir
- Son : Madhu Apsara
- Photographie : C.K. Muraleedharan
- Montage : Sanjib Datta
- Musique : Amar Mohile
- Production : Ram Gopal Varma
- Sociétés de production : Bohra Bros Productions, K Sera Sera, S.R.B. Films, Varma Corporation
- Sociétés de distribution : Columbia TriStar Film Distributors International, Eros Multimedia Pvt. Ltd.
- Budget de production : 80 000 000 ₹
- Pays de production :  Inde
- Langues originales : hindi, anglais
- Format : couleurs - 2,35:1 - Dolby Digital EX - 35 mm
- Genre : drame, policier, thriller
- Durée : 120 minutes (2 h 00)
- Date de sortie en salles : 
  - Inde : 16 janvier 2004

## Distribution
- Saif Ali Khan : Karan Singh Rathod
- Urmila Matondkar : Sarika Vartak
- Seema Biswas : ACP Malti Vaidya
- Aditya Srivastava : Kamlesh Mathur
- Pratima Kazmi : Pramila
- Zakir Hussain : Sanjeiv Nanda
- Seema Adhikari : Dolly
- Gopal Singh : Abhijeet

## Box-office
Ek Hasina Thi rapporte 53,7 millions de roupies pour un budget de 40 millions de roupies.

## Distinctions
| Date              | Distinction     | Catégorie                                     | Nom               | Résultat   |
| ----------------- | --------------- | --------------------------------------------- | ----------------- | ---------- |
| 26 février 2005   | Filmfare Awards | Meilleure actrice                             | Urmila Matondkar  | Nomination |
| 26 mars 2005      | Zee Cine Awards | Meilleur montage                              | Sanjib Datta      | Lauréat    |
| 26 mars 2005      | Zee Cine Awards | Meilleur acteur                               | Urmila Matondkar  | Nomination |
| 26 mars 2005      | Zee Cine Awards | Meilleur réalisateur débutant                 | Sriram Raghavan   | Nomination |
| 26 mars 2005      | Zee Cine Awards | Meilleure histoire                            | Pooja Ladha Surti | Nomination |
| 26 mars 2005      | Zee Cine Awards | Meilleure performance dans un rôle de méchant | Saif Ali Khan     | Nomination |
| 9 au 11 juin 2005 | IIFA Awards     | Meilleure actrice                             | Urmila Matondkar  | Nomination |
| 9 au 11 juin 2005 | IIFA Awards     | Meilleure performance dans un rôle de méchant | Saif Ali Khan     | Nomination |